# Cek
Cek je priimek več oseb:
- Bernard Cek, pravnik
- Danijel Cek (1972), novinar, publicist, ljudski pevec, raziskovalec ljudskega izročila
- Davorin Cek (1919—1945), slovenski partizan, mladinski aktivist
- Igor Cek, odvetnik v Kopru
- Štefan Cek (1913—1985), duhovnik v Istri, politični preganjanec